# Герхард I (граф Гелдерна)

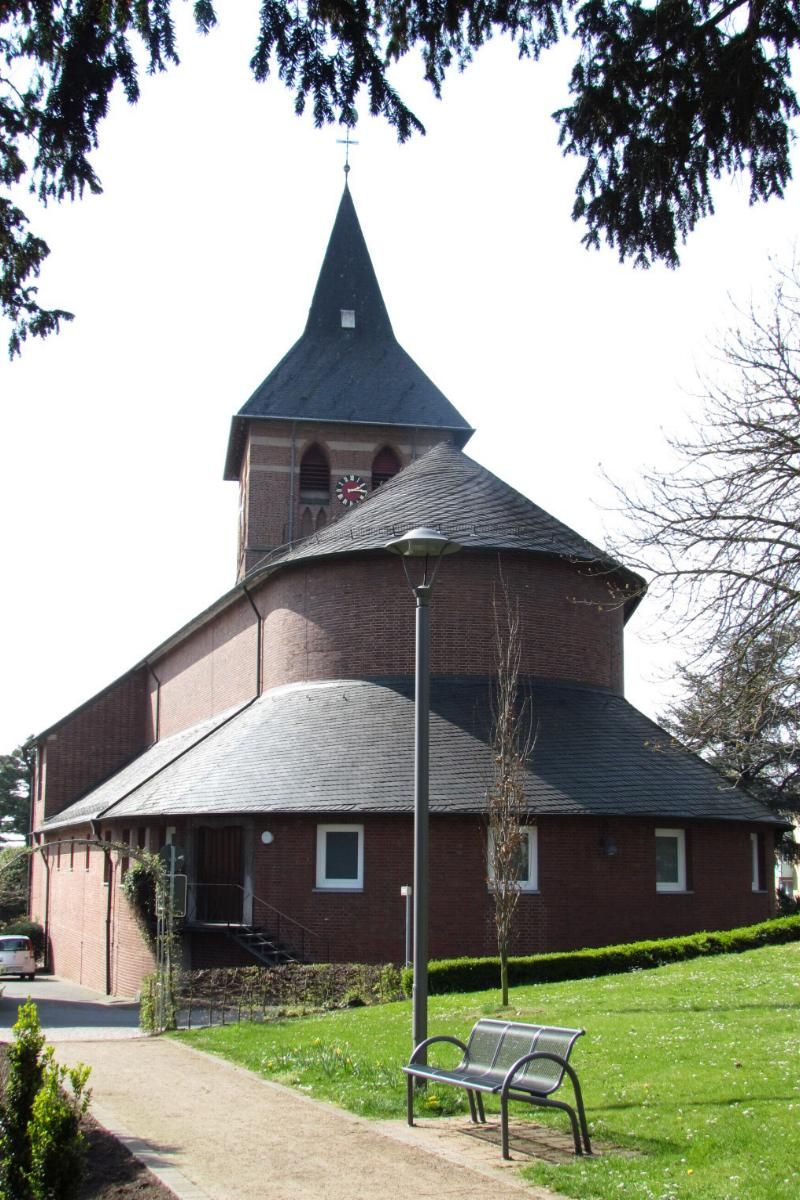
Церковь святого Георгия в Вассенберге, основанная Герхардом I вместе с сыном

Герхард I Flaminius (фр. Gérard I de Gueldre, нем. Gerhard III. von Wassenberg; 1065/1070 — не позднее 1129) — граф Вассенберга (под именем Герхард III; упомянут в 1085), граф Гелдерна (упомянут в 1096).

## Биография
Герхарда считают внуком Герхарда I графа фон Вассенберг. Его отцом был один из сыновей Герхарда I:
- или Генрих (ум. до 1085), женатый на Аделаиде Гелдернской (ум.1083),
- или Герхард (ум. 1082) — граф Гамаланда и Вестфаленгау,
- или Дитрих Фламенс (ум. 1082)

Впервые упоминается в документах как граф Вассенберг в 1085 году, как граф Гелдерна — в 1096 году. Вероятно, до этого Гелдерн был сеньорией и только при Герхарде I возведён в ранг графства.
В 1118 году вместе с сыном Герхардом II основал базилику святого Георгия в Вассенберге. Около 1120 года Герхард сделал Герхарда II своим соправителем, с тех пор в документах они обычно упоминаются вместе. С 8 марта 1129 года упоминается только один граф Герхард (иногда с прозвищем Высокий). Мнения исследователей разнятся, кто именно из Герхардов, отец или сын, носил это прозвище, и кто из них умер раньше. Один из вариантов, что Герхард I умер до указанной даты, и с тех пор правил его сын, но могло быть и наоборот. В любом случае, 8 апреля 1138 графом Гелдерна был внук Герхарда I Генрих I.

## Семья и дети
Из первоисточников известно, что Герхард I был женат на Клеменции Аквитанской, вдове графа Люксембургского Конрада I (ум.1086). Однако исследователи считают, что дочь Герхарда I Иоланда не могла родиться от этого брака, и предполагают, что до Клеменции Герхард I был первым браком женат на женщине, имя которой неизвестно (возможно, её звали София). Дочь:
- Иоланда (около 1090 — после 1122) — с примерно 1107 жена Бодуэна III графа Эно (ум.1120), затем — Годфруа д’Остревен, бургграфа Валансьена

Кроме Иоланды, у Герхарда I было ещё двое детей, которые могли быть как от Клеменции, так и от первой жены. Это:
- Юдит (около 1090 — 1151) — графиня Вассенберг, с примерно 1107/1110 жена графа Валерана II Лимбургского (ум.1139).
- Герхард II Высокий — граф Гелдерна и Вассенберга.

Предположение о первой жене Герхарда I основано на наблюдении, что если бы Иоланда родилась от Клеменции, то Бодуэн IV, граф Эно, и Аликс Намюрская, сочетавшиеся браком, оказались бы внуками Клеменции. Подобный союз запрещался церковью. 
Впрочем, церковные запреты иногда нарушались. Историк Д. Джекман защищает точку зрения, что все трое детей Герхарда I были от Клеменции.